# Bahnstrecke Ayer’s Junction–Eastport
| Streckenlänge: | 25,3 km              |                                               |                                               |
| Spurweite: | 1435 mm (Normalspur) |                                               |                                               |
| Zweigleisigkeit: | %                    |                                               |                                               |
| |                      |                                               |                                               |
| Gesellschaft: | zuletzt MEC          |                                               |                                               |
| \| \| \| von Washington Junction \| \| \| \| 0,0 \| Ayer's Junction ME (früher Eastport Junction) \| Ayer's Junction ME (früher Eastport Junction) \| \| \| \| nach St. Croix Junction \| \| \| \| 5,6 \| Pembroke ME \| Pembroke ME \| \| \| 14,0 \| Perry ME \| Perry ME \| \| \| 16,1 \| Pleasant Point ME \| Pleasant Point ME \| \| \| ca. 21 \| Quoddy ME \| Quoddy ME \| \| \| 25,3 \| Eastport ME \| Eastport ME \| |                      |                                               |                                               |
| Strecke (außer Betrieb) |                      | von Washington Junction                       | von Washington Junction                       |
| Bahnhof (Strecke außer Betrieb) | 0,0                  | Ayer's Junction ME (früher Eastport Junction) | Ayer's Junction ME (früher Eastport Junction) |
| Abzweig geradeaus, nach links und von links (Strecke außer Betrieb) |                      | nach St. Croix Junction                       | nach St. Croix Junction                       |
| Bahnhof (Strecke außer Betrieb) | 5,6                  | Pembroke ME                                   | Pembroke ME                                   |
| Bahnhof (Strecke außer Betrieb) | 14,0                 | Perry ME                                      | Perry ME                                      |
| Haltepunkt / Haltestelle (Strecke außer Betrieb) | 16,1                 | Pleasant Point ME                             | Pleasant Point ME                             |
| Haltepunkt / Haltestelle (Strecke außer Betrieb) | ca. 21               | Quoddy ME                                     | Quoddy ME                                     |
| Kopfbahnhof Streckenende (Strecke außer Betrieb) | 25,3                 | Eastport ME                                   | Eastport ME                                   |

Die Bahnstrecke Ayer's Junction–Eastport ist eine Eisenbahnstrecke in Maine (Vereinigte Staaten). Sie ist 25,3 Kilometer lang. Die normalspurige Strecke wurde zuletzt von der Maine Central Railroad betrieben und ist stillgelegt.
Die Bahnstrecke zweigt am Bahnhof Ayer's Junction aus der Bahnstrecke Washington Junction–St. Croix Junction in einem Gleisdreieck ab und führt kurvenreich ostwärts bis Perry an der Küste. Ab dort verläuft die Bahn nach Südosten über einen Isthmus auf die Halbinsel, auf der die Stadt Eastport liegt. Der Endbahnhof lag an der Sea Street am Hafen der Stadt. Er war bis zur Stilllegung der Strecke der östlichste Bahnhof der Vereinigten Staaten.
Als die Washington County Railroad eine Bahnstrecke parallel zur Küste von Calais in Richtung Westen baute, bot sich für die Stadt Eastport und ihre Fischindustrie die Gelegenheit eines Eisenbahnanschlusses. Die Bahngesellschaft errichtete daher eine Zweigstrecke von ihrer Hauptstrecke, die am 15. Juli 1898 eröffnet wurde. Die Betriebsgenehmigung wurde zwar erst am 8. Oktober erteilt, trotzdem fand bereits vorher regulärer Verkehr statt. Nach Fertigstellung der Hauptstrecke im gleichen Jahr verkehrten die Züge von und nach Eastport bis Ayer's Junction im Anschluss an die Züge auf der Hauptstrecke. Neben Fahrgästen transportierte man hauptsächlich Fischereiprodukte aus Eastport ab. 
Ab 1911 führte die Maine Central Railroad den Betrieb auf der Strecke, nachdem sie die Washington County erworben hatte. 1938 wurde der Personenverkehr eingestellt, der Güterverkehr endete 1978, woraufhin die Strecke stillgelegt und abgebaut wurde. 